# 斎藤和之
斎藤 和之（さいとう かずゆき、5月16日 - ）は、群馬テレビ営業局事業部長、元同局のアナウンサー。
群馬県勢多郡富士見村（現・前橋市）出身。身長180センチメートル、体重74キログラム（2001年時点）。好きなスポーツは野球、卓球、バドミントン、テニス、ゴルフなどの、ラケットやクラブで打つタイプの球技全般。

## 担当番組
- けいりん中継・展望[2]
- 高校野球中継[2]
- その他のスポーツ中継[3]
- ニュース[2]
- あさいち・朝生・情報通[3]
- ひる生情報II[3]
- あすの前橋けいりん[4]
- 前橋けいりん中継[4]